# Сервій Корнелій Меренда
Сервій Корнелій Меренда (лат. Servius Cornelius Merenda; ? — після 274 до н. е.) — політичний та військовий діяч часів Римської республіки, консул 274 року до н. е.

## Життєпис
Походив з патриціанського роду Корнеліїв. Син Публія Корнелія Меренди. У 275 році до н. е. відзначився під час боїв з самнітами біля Кавдія, за що отримав золоту корону у 5 кг. У 274 році до н. е. його обрано консулом разом з Манієм Курієм Дентатом. Разом із колегою успішно діяв проти самнітів та лукан. Про подальшу долю немає відомостей.